# N.J. Jessen
 Der er flere personer med dette navn, se Nicolai Jacob Jessen.
Nicolai Jacob Jessen (født 17. juli 1797 i København, død 1. juni 1866 i Randers) var en dansk overførster og politiker, bror til Tycho Jessen og far til Edwin Jessen og Ida Johnsen.

## Karriere
Han var søn af kaptajnløjtnant, senere kontreadmiral Carl Wilhelm Jessen (1764–1823) og Anna Margarethe Erichsen (1764–1845). Han blev 1814 student fra Borgerdydskolen i København, tog filologisk og filosofisk eksamen og dernæst 1818-19 landmåler- og forsteksamen i København og blev 1820 ansat som gageret forst- og jagtjunker; 1830 blev Jessen overførster for en del jyske statsskove, 1845 tillige for de øvrige, og i denne stilling virkede han, indtil han døde 1. juni 1866 i Randers. 1828 blev Jessen kammerjunker, 1840 Ridder af Dannebrog, 1851 hofjægermester, 1852 kammerherre; 1855-63 var han landstingsmand. Jessen virkede med stor iver, men langtfra altid med held, for bevarelsen af Jyllands private skove og for deres overgang til statsskov, og han angreb de private skoves behandling i en anonym anmeldelse af "Christiansons" skrift Ueber Forstverwaltung (1834), hvis forfatter var Jessens svoger, Constant Dirckinck-Holmfeld. 

## Ægteskaber
Han blev gift 1. gang 8. december 1831 i Tjele Kirke med Henriette Selma von Dirckinck-Holmfeld (15. maj 1806 i Altona - 28. marts 1845 i Randers), datter af nederlandsk oberst og flådekaptajn, friherre Arnold Christian Leopold von Dirckinck (senere Dirkinck-Holmfeld) (1763-1828) og Anna Helene Holm (1776-1809). 
Gift 2. gang 4. april 1848 i Helligåndskirken med Caroline Wilhelmine Jessen (6. februar 1804 i Altona - 7. maj 1882 i København), datter af overkrigskommissær Frederik Christian Jessen (1761-1820) og Sophie Franzine Wilhelmine Muller (1767-1861).
Han er begravet i Randers.